# Bóng chuyền tại Thế vận hội Mùa hè 2020 – Nam
Giải bóng chuyền nam tại Thế vận hội Mùa hè 2020 là lần thứ 15 nội dung thi đấu xuất hiện tại các kỳ Thế vận hội Mùa hè, được tổ chức bởi Liên đoàn bóng chuyền quốc tế và Ủy ban Olympic Quốc tế. Giải diễn tại ở Tokyo, Nhật Bản từ ngày 24 tháng 7 đến ngày 7 tháng 8 năm 2021. Ban đầu giải được dự kiến diễn ra từ ngày 25 tháng 7 đến ngày 8 tháng 8 năm 2020, nhưng do ảnh hưởng của đại dịch COVID-19, Ủy ban Olympic Quốc tế và Ban tổ chức Olympic Tokyo 2020 đã thông báo vào ngày 24 tháng 3 năm 2020 rằng Thế vận hội Mùa hè 2020 sẽ bị trì hoãn đến năm 2021. Tất cả các trận đấu sẽ được diễn ra mà không có khán giả.

## Lịch thi đấu
| P | Vòng sơ loại | ¼ | Tứ kết | ½ | Bán kết | B | Tranh huy chương đồng | F | Chung kết |

| T7 24/7 | CN 25/7 | T2 26/7 | T3 27/7 | T4 28/7 | T5 29/7 | T6 30/7 | T7 31/7 | CN 1/8 | T2 2/8 | T3 3/8 | T3 3/8 | T4 4/8 | T4 4/8 | T5 5/8 | T5 5/8 | T6 6/8 | T7 7/8 | T7 7/8 |
| ------- | ------- | ------- | ------- | ------- | ------- | ------- | ------- | ------ | ------ | ------ | ------ | ------ | ------ | ------ | ------ | ------ | ------ | ------ |
| P       |         | P       |         | P       |         | P       |         | P      |        | ¼      | ¼      |        |        | ½      | ½      |        | B      | F      |

## Vòng loại
| Sự kiện                    | Sự kiện                    | Địa điểm               | Thời gian        | Suất | Đội       |
| -------------------------- | -------------------------- | ---------------------- | ---------------- | ---- | --------- |
| Chủ nhà                    | Chủ nhà                    | 7 tháng 9 năm 2013     | Buenos Aires     | 1    | Nhật Bản  |
| Vòng loại Liên lục địa     | Bảng A                     | 9–11 tháng 8 năm 2019  | Varna            | 1    | Brasil    |
| Vòng loại Liên lục địa     | Bảng B                     | 9–11 tháng 8 năm 2019  | Rotterdam        | 1    | Hoa Kỳ    |
| Vòng loại Liên lục địa     | Bảng C                     | 9–11 tháng 8 năm 2019  | Bari             | 1    | Ý         |
| Vòng loại Liên lục địa     | Bảng D                     | 9–11 tháng 8 năm 2019  | Gdańsk–Sopot     | 1    | Ba Lan    |
| Vòng loại Liên lục địa     | Bảng E                     | 9–11 tháng 8 năm 2019  | Saint Petersburg | 1    | ROC       |
| Vòng loại Liên lục địa     | Bảng F                     | 9–11 tháng 8 năm 2019  | Ninh Ba          | 1    | Argentina |
| Vòng loại khu vực Châu Âu  | Vòng loại khu vực Châu Âu  | 5–10 tháng 1 năm 2020  | Berlin           | 1    | Pháp      |
| Vòng loại khu vực Châu Á   | Vòng loại khu vực Châu Á   | 7–12 tháng 1 năm 2020  | Giang Môn        | 1    | Iran      |
| Vòng loại khu vực Châu Phi | Vòng loại khu vực Châu Phi | 7–11 tháng 1 năm 2020  | Cairo            | 1    | Tunisia   |
| Vòng loại khu vực Nam Mỹ   | Vòng loại khu vực Nam Mỹ   | 10–12 tháng 1 năm 2020 | Mostazal         | 1    | Venezuela |
| Vòng loại khu vực Bắc Mỹ   | Vòng loại khu vực Bắc Mỹ   | 10–12 tháng 1 năm 2020 | Vancouver        | 1    | Canada    |
| Tổng                       | Tổng                       | Tổng                   | Tổng             | 12   |           |

## Thể thức
Vòng bảng là cuộc thi đấu giữa 12 đội trong hai bảng (mỗi bảng 6 đội). Vòng này các đội thi đấu vòng tròn một lượt. Bốn đội đứng đầu mỗi bảng sẽ bước vào vòng đấu loại trực tiếp (Tứ kết). Đội xếp thứ 6 mỗi bảng sẽ đồng xếp hạng 11. Đội xếp thứ 5 mỗi bảng sẽ đồng xếp hạng 9.
Vòng đấu loại trực tiếp bắt đầu thi đấu từ vòng tứ kết, được tiến hành theo thể thức đấu đơn loại trực tiếp. Các đội thua ở vòng tứ kết sẽ đồng xếp hạng 5. Các đội chiến thắng ở vòng tứ kết sẽ tiến vào thi đấu bán kết. Đội giành chiến thắng bán kết sẽ thi đấu chung kết tranh huy chương vàng, 2 đội thua sẽ gặp nhau trong trận tranh huy chương đồng.

## Thành phần các bảng
Các đội được xếp hạt giống theo hệ thống serpentine dựa trên Bảng xếp hạng bóng chuyền FIVB tính đến ngày 15 tháng 10 năm 2019. Đội chủ nhà được đặc cách xếp hạng hạt giống với tư cách là đội đứng đầu bảng A mà không cần xét đến Bảng xếp hạng thế giới. Thứ hạng của các đội được hiển thị trong dấu ngoặc đơn, ngoại trừ đội chủ nhà xếp hạng 10. Các bảng đấu được xác nhận vào ngày 31 tháng 1 năm 2020.
| Ván A              | Ván B         |
| ------------------ | ------------- |
| Nhật Bản (Chủ nhà) | Brasil (1)    |
| Ba Lan (3)         | Hoa Kỳ (2)    |
| Ý (4)              | ROC (5)       |
| Canada (7)         | Argentina (6) |
| Iran (8)           | Pháp (9)      |
| Venezuela (36)     | Tunisia (22)  |

## Địa điểm
| Tất cả các trận đấu |
| ------------------- |
| Tokyo, Nhật Bản     |
| Ariake Arena        |
| Sức chứa: 15.000    |
|                     |

## Tiêu chí xếp hạng vòng bảng
Thứ tự các đội trong bảng đấu được sắp xếp theo các tiêu chí như sau:
1. Số trận thắng
2. Điểm trận đấu
3. Tỉ lệ set thắng
4. Tỉ lệ điểm thắng
5. Kết quả đối đầu trực tiếp

Trận đấu với tỉ số 3–0 hoặc 3–1: 3 điểm trận cho đội thắng, 0 điểm trận cho đội thua
Trận đấu với tỉ số 3–2: 2 điểm trận cho đội thắng, 1 điểm trận cho đội thua

## Trọng tài
Dưới đây là danh sách các trọng tài đã được chọn cho giải đấu.
- Hernán Casamiquela
- Paulo Turci
- Liu Jiang
- Denny Cespedes
- Fabrice Collados
- Daniele Rapisarda
- Muranaka Shin
- Myoi Sumie
- Luis Macias
- Wojciech Maroszek
- Evgeny Makshanov
- Vladimir Simonović
- Juraj Mokrý
- Kang Joo-hee
- Susana Rodríguez
- Hamid Al-Rousi
- Patricia Rolf

## Vòng sơ loại
- Tất cả thời gian được tính theo giờ chuẩn Nhật Bản (UTC+09:00).
- Bốn đội đứng đầu trong mỗi bảng sẽ lọt vào tứ kết.

### Bảng A
| VT | Đội       | Tr | T | B | Đ  | ST | SB | TSS   | ĐST | ĐSB | TSĐS  | Giành quyền tham dự |
| -- | --------- | -- | - | - | -- | -- | -- | ----- | --- | --- | ----- | ------------------- |
| 1  | Ba Lan    | 5  | 4 | 1 | 13 | 14 | 4  | 3,500 | 435 | 365 | 1,192 | Tứ kết              |
| 2  | Ý         | 5  | 4 | 1 | 11 | 12 | 7  | 1,714 | 447 | 411 | 1,088 | Tứ kết              |
| 3  | Nhật Bản  | 5  | 3 | 2 | 7  | 10 | 9  | 1,111 | 437 | 433 | 1,009 | Tứ kết              |
| 4  | Canada    | 5  | 2 | 3 | 7  | 9  | 9  | 1,000 | 396 | 387 | 1,023 | Tứ kết              |
| 5  | Iran      | 5  | 2 | 3 | 6  | 9  | 11 | 0,818 | 453 | 460 | 0,985 |                     |
| 6  | Venezuela | 5  | 0 | 5 | 0  | 1  | 15 | 0,067 | 281 | 393 | 0,715 |                     |

| 24 tháng 7 năm 2021 09:00 v | Ý                                                    | 3–2 | Canada | Ariake Arena, Tokyo Trọng tài: Evgeny Makshanov (RUS), Liu Jiang (CHN) |
| 24 tháng 7 năm 2021 09:00 v | (26–28, 18–25, 25–21, 25–18, 15–11) Kết quả Thống kê |     |        | Ariake Arena, Tokyo Trọng tài: Evgeny Makshanov (RUS), Liu Jiang (CHN) |

| 24 tháng 7 năm 2021 17:05 v | Nhật Bản                               | 3–0 | Venezuela | Ariake Arena, Tokyo Trọng tài: Luis Macias (MEX), Vladimir Simonovic (SRB) |
| 24 tháng 7 năm 2021 17:05 v | (25–21, 25–20, 25–15) Kết quả Thống kê |     |           | Ariake Arena, Tokyo Trọng tài: Luis Macias (MEX), Vladimir Simonovic (SRB) |

| 24 tháng 7 năm 2021 19:40 v | Ba Lan                                               | 2–3 | Iran | Ariake Arena, Tokyo Trọng tài: Daniele Rapisarda (ITA), Juraj Mokrý (SVK) |
| 24 tháng 7 năm 2021 19:40 v | (25–18, 22–25, 22–25, 25–22, 21–23) Kết quả Thống kê |     |      | Ariake Arena, Tokyo Trọng tài: Daniele Rapisarda (ITA), Juraj Mokrý (SVK) |

| 26 tháng 7 năm 2021 09:00 v | Iran                                   | 3–0 | Venezuela | Ariake Arena, Tokyo Trọng tài: Hernán Casamiquela (ARG), Susana Rodríguez (ESP) |
| 26 tháng 7 năm 2021 09:00 v | (25–17, 25–20, 25–18) Kết quả Thống kê |     |           | Ariake Arena, Tokyo Trọng tài: Hernán Casamiquela (ARG), Susana Rodríguez (ESP) |

| 26 tháng 7 năm 2021 14:20 v | Ba Lan                                 | 3–0 | Ý | Ariake Arena, Tokyo Trọng tài: Paulo Turci (BRA), Denny Cespedes (DOM) |
| 26 tháng 7 năm 2021 14:20 v | (25–20, 26–24, 25–20) Kết quả Thống kê |     |   | Ariake Arena, Tokyo Trọng tài: Paulo Turci (BRA), Denny Cespedes (DOM) |

| 26 tháng 7 năm 2021 19:40 v | Nhật Bản                                      | 3–1 | Canada | Ariake Arena, Tokyo Trọng tài: Daniele Rapisarda (ITA), Patricia Rolf (USA) |
| 26 tháng 7 năm 2021 19:40 v | (23–25, 25–23, 25–23, 25–20) Kết quả Thống kê |     |        | Ariake Arena, Tokyo Trọng tài: Daniele Rapisarda (ITA), Patricia Rolf (USA) |

| 28 tháng 7 năm 2021 09:00 v | Canada                                 | 3–0 | Iran | Ariake Arena, Tokyo Trọng tài: Luis Macias (MEX), Paulo Turci (BRA) |
| 28 tháng 7 năm 2021 09:00 v | (25–16, 25–20, 25–22) Kết quả Thống kê |     |      | Ariake Arena, Tokyo Trọng tài: Luis Macias (MEX), Paulo Turci (BRA) |

| 28 tháng 7 năm 2021 17:15 v | Ba Lan                                        | 3–1 | Venezuela | Ariake Arena, Tokyo Trọng tài: Hamid Al-Rousi (UAE), Muranaka Shin (JPN) |
| 28 tháng 7 năm 2021 17:15 v | (25–16, 25–13, 18–25, 25–15) Kết quả Thống kê |     |           | Ariake Arena, Tokyo Trọng tài: Hamid Al-Rousi (UAE), Muranaka Shin (JPN) |

| 28 tháng 7 năm 2021 19:40 v | Nhật Bản                                      | 1–3 | Ý | Ariake Arena, Tokyo Trọng tài: Juraj Mokrý (SVK), Fabrice Collados (FRA) |
| 28 tháng 7 năm 2021 19:40 v | (20–25, 17–25, 25–23, 21–25) Kết quả Thống kê |     |   | Ariake Arena, Tokyo Trọng tài: Juraj Mokrý (SVK), Fabrice Collados (FRA) |

| 30 tháng 7 năm 2021 09:00 v | Canada                                 | 3–0 | Venezuela | Ariake Arena, Tokyo Trọng tài: Patricia Rolf (USA), Susana Rodríguez (ESP) |
| 30 tháng 7 năm 2021 09:00 v | (25–13, 25–22, 25–12) Kết quả Thống kê |     |           | Ariake Arena, Tokyo Trọng tài: Patricia Rolf (USA), Susana Rodríguez (ESP) |

| 30 tháng 7 năm 2021 14:20 v | Nhật Bản                               | 0–3 | Ba Lan | Ariake Arena, Tokyo Trọng tài: Hernán Casamiquela (ARG), Liu Jiang (CHN) |
| 30 tháng 7 năm 2021 14:20 v | (22–25, 21–25, 24–26) Kết quả Thống kê |     |        | Ariake Arena, Tokyo Trọng tài: Hernán Casamiquela (ARG), Liu Jiang (CHN) |

| 30 tháng 7 năm 2021 19:40 v | Ý                                             | 3–1 | Iran | Ariake Arena, Tokyo Trọng tài: Vladimir Simonović (SRB), Denny Cespedes (DOM) |
| 30 tháng 7 năm 2021 19:40 v | (30–28, 25–21, 21–25, 25–21) Kết quả Thống kê |     |      | Ariake Arena, Tokyo Trọng tài: Vladimir Simonović (SRB), Denny Cespedes (DOM) |

| 1 tháng 8 năm 2021 09:00 v | Ba Lan                                 | 3–0 | Canada | Ariake Arena, Tokyo Trọng tài: Paulo Turci (BRA), Hamid Al-Rousi (UAE) |
| 1 tháng 8 năm 2021 09:00 v | (25–15, 25–21, 25–16) Kết quả Thống kê |     |        | Ariake Arena, Tokyo Trọng tài: Paulo Turci (BRA), Hamid Al-Rousi (UAE) |

| 1 tháng 8 năm 2021 16:25 v | Ý                                      | 3–0 | Venezuela | Ariake Arena, Tokyo Trọng tài: Hernán Casamiquela (ARG), Myoi Sumie (JPN) |
| 1 tháng 8 năm 2021 16:25 v | (25–22, 25–15, 25–17) Kết quả Thống kê |     |           | Ariake Arena, Tokyo Trọng tài: Hernán Casamiquela (ARG), Myoi Sumie (JPN) |

| 1 tháng 8 năm 2021 19:40 v | Nhật Bản                                             | 3–2 | Iran | Ariake Arena, Tokyo Trọng tài: Juraj Mokrý (SVK), Daniele Rapisarda (ITA) |
| 1 tháng 8 năm 2021 19:40 v | (25–21, 20–25, 29–31, 25–22, 15–13) Kết quả Thống kê |     |      | Ariake Arena, Tokyo Trọng tài: Juraj Mokrý (SVK), Daniele Rapisarda (ITA) |

### Bảng B
| VT | Đội       | Tr | T | B | Đ  | ST | SB | TSS   | ĐST | ĐSB | TSĐS  | Giành quyền tham dự |
| -- | --------- | -- | - | - | -- | -- | -- | ----- | --- | --- | ----- | ------------------- |
| 1  | ROC       | 5  | 4 | 1 | 12 | 13 | 5  | 2,600 | 427 | 397 | 1,076 | Tứ kết              |
| 2  | Brasil    | 5  | 4 | 1 | 10 | 12 | 8  | 1,500 | 476 | 450 | 1,058 | Tứ kết              |
| 3  | Argentina | 5  | 3 | 2 | 8  | 12 | 10 | 1,200 | 476 | 464 | 1,026 | Tứ kết              |
| 4  | Pháp      | 5  | 2 | 3 | 8  | 10 | 10 | 1,000 | 449 | 442 | 1,016 | Tứ kết              |
| 5  | Hoa Kỳ    | 5  | 2 | 3 | 6  | 8  | 10 | 0,800 | 432 | 412 | 1,049 |                     |
| 6  | Tunisia   | 5  | 0 | 5 | 1  | 3  | 15 | 0,200 | 339 | 434 | 0,781 |                     |

| 24 tháng 7 năm 2021 12:02 v | Brasil                                 | 3–0 | Tunisia | Ariake Arena, Tokyo Trọng tài: Hamid Al-Rousi (UAE), Fabrice Collados (FRA) |
| 24 tháng 7 năm 2021 12:02 v | (25–22, 25–20, 25–15) Kết quả Thống kê |     |         | Ariake Arena, Tokyo Trọng tài: Hamid Al-Rousi (UAE), Fabrice Collados (FRA) |

| 24 tháng 7 năm 2021 14:20 v | ROC                                           | 3–1 | Argentina | Ariake Arena, Tokyo Trọng tài: Denny Cespedes (DOM), Paulo Turci (BRA) |
| 24 tháng 7 năm 2021 14:20 v | (21–25, 25–23, 25–17, 25–21) Kết quả Thống kê |     |           | Ariake Arena, Tokyo Trọng tài: Denny Cespedes (DOM), Paulo Turci (BRA) |

| 24 tháng 7 năm 2021 23:00 v | Hoa Kỳ                                 | 3–0 | Pháp | Ariake Arena, Tokyo Trọng tài: Wojciech Maroszek (POL), Hernán Casamiquela (ARG) |
| 24 tháng 7 năm 2021 23:00 v | (25–18, 25–18, 25–22) Kết quả Thống kê |     |      | Ariake Arena, Tokyo Trọng tài: Wojciech Maroszek (POL), Hernán Casamiquela (ARG) |

| 26 tháng 7 năm 2021 11:05 v | Hoa Kỳ                                        | 1–3 | ROC | Ariake Arena, Tokyo Trọng tài: Juraj Mokrý (SVK), Liu Jiang (CHN) |
| 26 tháng 7 năm 2021 11:05 v | (23–25, 25–27, 25–21, 23–25) Kết quả Thống kê |     |     | Ariake Arena, Tokyo Trọng tài: Juraj Mokrý (SVK), Liu Jiang (CHN) |

| 26 tháng 7 năm 2021 16:25 v | Pháp                                   | 3–0 | Tunisia | Ariake Arena, Tokyo Trọng tài: Vladimir Simonović (SRB), Kang Joo-hee (KOR) |
| 26 tháng 7 năm 2021 16:25 v | (25–21, 25–11, 25–21) Kết quả Thống kê |     |         | Ariake Arena, Tokyo Trọng tài: Vladimir Simonović (SRB), Kang Joo-hee (KOR) |

| 26 tháng 7 năm 2021 22:25 v | Brasil                                               | 3–2 | Argentina | Ariake Arena, Tokyo Trọng tài: Muranaka Shin (JPN), Luis Macias (MEX) |
| 26 tháng 7 năm 2021 22:25 v | (19–25, 21–25, 25–16, 25–21, 16–14) Kết quả Thống kê |     |           | Ariake Arena, Tokyo Trọng tài: Muranaka Shin (JPN), Luis Macias (MEX) |

| 28 tháng 7 năm 2021 11:05 v | Hoa Kỳ                                        | 3–1 | Tunisia | Ariake Arena, Tokyo Trọng tài: Evgeny Makshanov (RUS), Myoi Sumie (JPN) |
| 28 tháng 7 năm 2021 11:05 v | (25–14, 23–25, 25–14, 25–23) Kết quả Thống kê |     |         | Ariake Arena, Tokyo Trọng tài: Evgeny Makshanov (RUS), Myoi Sumie (JPN) |

| 28 tháng 7 năm 2021 14:20 v | Argentina                                            | 3–2 | Pháp | Ariake Arena, Tokyo Trọng tài: Liu Jiang (CHN), Daniele Rapisarda (ITA) |
| 28 tháng 7 năm 2021 14:20 v | (23–25, 25–17, 25–20, 15–25, 15–13) Kết quả Thống kê |     |      | Ariake Arena, Tokyo Trọng tài: Liu Jiang (CHN), Daniele Rapisarda (ITA) |

| 28 tháng 7 năm 2021 22:16 v | Brasil                                 | 0–3 | ROC | Ariake Arena, Tokyo Trọng tài: Wojciech Maroszek (POL), Vladimir Simonović (SRB) |
| 28 tháng 7 năm 2021 22:16 v | (22–25, 20–25, 20–25) Kết quả Thống kê |     |     | Ariake Arena, Tokyo Trọng tài: Wojciech Maroszek (POL), Vladimir Simonović (SRB) |

| 30 tháng 7 năm 2021 11:05 v | Brasil                                        | 3–1 | Hoa Kỳ | Ariake Arena, Tokyo Trọng tài: Daniele Rapisarda (ITA), Luis Macias (MEX) |
| 30 tháng 7 năm 2021 11:05 v | (30–32, 25–23, 25–21, 25–20) Kết quả Thống kê |     |        | Ariake Arena, Tokyo Trọng tài: Daniele Rapisarda (ITA), Luis Macias (MEX) |

| 30 tháng 7 năm 2021 16:30 v | Argentina                                           | 3–2 | Tunisia | Ariake Arena, Tokyo Trọng tài: Juraj Mokrý (SVK), Wojciech Maroszek (POL) |
| 30 tháng 7 năm 2021 16:30 v | (23–25, 23–25, 25–19, 25–18, 15–8) Kết quả Thống kê |     |         | Ariake Arena, Tokyo Trọng tài: Juraj Mokrý (SVK), Wojciech Maroszek (POL) |

| 30 tháng 7 năm 2021 22:35 v | ROC                                           | 1–3 | Pháp | Ariake Arena, Tokyo Trọng tài: Muranaka Shin (JPN), Paulo Turci (BRA) |
| 30 tháng 7 năm 2021 22:35 v | (21–25, 25–20, 17–25, 20–25) Kết quả Thống kê |     |      | Ariake Arena, Tokyo Trọng tài: Muranaka Shin (JPN), Paulo Turci (BRA) |

| 1 tháng 8 năm 2021 11:05 v | Brasil                                               | 3–2 | Pháp | Ariake Arena, Tokyo Trọng tài: Wojciech Maroszek (POL), Liu Jiang (CHN) |
| 1 tháng 8 năm 2021 11:05 v | (25–22, 37–39, 25–17, 21–25, 20–18) Kết quả Thống kê |     |      | Ariake Arena, Tokyo Trọng tài: Wojciech Maroszek (POL), Liu Jiang (CHN) |

| 1 tháng 8 năm 2021 14:20 v | ROC                                    | 3–0 | Tunisia | Ariake Arena, Tokyo Trọng tài: Luis Macias (MEX), Patricia Rolf (USA) |
| 1 tháng 8 năm 2021 14:20 v | (25–20, 25–22, 25–16) Kết quả Thống kê |     |         | Ariake Arena, Tokyo Trọng tài: Luis Macias (MEX), Patricia Rolf (USA) |

| 1 tháng 8 năm 2021 21:45 v | Hoa Kỳ                                 | 0–3 | Argentina | Ariake Arena, Tokyo Trọng tài: Denny Cespedes (DOM), Vladimir Simonović (SRB) |
| 1 tháng 8 năm 2021 21:45 v | (21–25, 23–25, 23–25) Kết quả Thống kê |     |           | Ariake Arena, Tokyo Trọng tài: Denny Cespedes (DOM), Vladimir Simonović (SRB) |

## Vòng đấu loại trực tiếp
- Các đội xếp thứ nhất của mỗi bảng sẽ thi đấu với các đội xếp thứ tư của bảng kia. Các đội xếp thứ hai sẽ thi đấu với các đội xếp thứ hai hoặc thứ ba của bảng kia, cặp đấu sẽ được xác định bằng cách bốc thăm. Lễ bốc thăm sẽ được tổ chức sau trận đấu cuối cùng trong vòng sơ loại.[5][10]

### Sơ đồ
|  | Tứ kết    | Tứ kết    |           |   | Bán kết               | Bán kết               |  |  | Tranh huy chương vàng | Tranh huy chương vàng |
|  |           |           |           |   |                       |                       |  |  |                       |                       |
|  | 3 tháng 8 |           |           |   |                       |                       |  |  |                       |                       |
|  |           |           |           |   |                       |                       |  |  |                       |                       |
|  | Ba Lan    | 2         |           |   |                       |                       |  |  |                       |                       |
|  | Ba Lan    | 2         | 5 tháng 8 |   |                       |                       |  |  |                       |                       |
|  | Pháp      | 3         |           |   |                       |                       |  |  |                       |                       |
|  | Pháp      | 3         | Pháp      | 3 |                       |                       |  |  |                       |                       |
|  | 3 tháng 8 |           | Pháp      | 3 |                       |                       |  |  |                       |                       |
|  |           | Argentina | 0         |   |                       |                       |  |  |                       |                       |
|  | Ý         | Argentina | 0         | 2 |                       |                       |  |  |                       |                       |
|  | Ý         |           | 7 tháng 8 | 2 |                       |                       |  |  |                       |                       |
|  | Argentina | 3         |           |   |                       |                       |  |  |                       |                       |
|  | Argentina | 3         | Pháp      | 3 |                       |                       |  |  |                       |                       |
|  | 3 tháng 8 |           | Pháp      | 3 |                       |                       |  |  |                       |                       |
|  |           | ROC       | 2         |   |                       |                       |  |  |                       |                       |
|  | Nhật Bản  | ROC       | 2         | 0 |                       |                       |  |  |                       |                       |
|  | Nhật Bản  | 5 tháng 8 |           | 0 |                       |                       |  |  |                       |                       |
|  | Brasil    | 3         |           |   |                       |                       |  |  |                       |                       |
|  | Brasil    | 3         | Brasil    | 1 |                       |                       |  |  |                       |                       |
|  | 3 tháng 8 |           | Brasil    | 1 |                       |                       |  |  |                       |                       |
|  |           | ROC       | 3         |   | Tranh huy chương đồng | Tranh huy chương đồng |  |  |                       |                       |
|  | Canada    | ROC       | 3         | 0 | Tranh huy chương đồng | Tranh huy chương đồng |  |  |                       |                       |
|  | Canada    |           | 7 tháng 8 | 0 |                       |                       |  |  |                       |                       |
|  | ROC       | 3         |           |   |                       |                       |  |  |                       |                       |
|  | ROC       | 3         | Argentina | 3 |                       |                       |  |  |                       |                       |
|  |           |           |           |   |                       |                       |  |  |                       |                       |
|  | Brasil    | 2         |           |   |                       |                       |  |  |                       |                       |
|  | Brasil    | 2         |           |   |                       |                       |  |  |                       |                       |

### Tứ kết
| 3 tháng 8 năm 2021 09:00 v | Canada                                   | 0–3 | ROC | Ariake Arena, Tokyo Trọng tài: Hernán Casamiquela (ARG), Shin Muranaka (JPN) |
| 3 tháng 8 năm 2021 09:00 v | (21–25, 28–30, 22–25) Results Statistics |     |     | Ariake Arena, Tokyo Trọng tài: Hernán Casamiquela (ARG), Shin Muranaka (JPN) |

| 3 tháng 8 năm 2021 13:00 v | Nhật Bản                                 | 0–3 | Brasil | Ariake Arena, Tokyo Trọng tài: Denny Cespedes (DOM), Liu Jiang (CHN) |
| 3 tháng 8 năm 2021 13:00 v | (20–25, 22–25, 20–25) Results Statistics |     |        | Ariake Arena, Tokyo Trọng tài: Denny Cespedes (DOM), Liu Jiang (CHN) |

| 3 tháng 8 năm 2021 17:00 v | Ý                                                      | 2–3 | Argentina | Ariake Arena, Tokyo Trọng tài: Vladimir Simonović (SRB), Wojciech Maroszek (POL) |
| 3 tháng 8 năm 2021 17:00 v | (25–21, 23–25, 22–25, 25–14, 12–15) Results Statistics |     |           | Ariake Arena, Tokyo Trọng tài: Vladimir Simonović (SRB), Wojciech Maroszek (POL) |

| 3 tháng 8 năm 2021 21:30 v | Ba Lan                                                | 2–3 | Pháp | Ariake Arena, Tokyo Trọng tài: Juraj Mokrý (SVK), Daniele Rapisarda (ITA) |
| 3 tháng 8 năm 2021 21:30 v | (25–21, 22–25, 25–21, 21–25, 9–15) Results Statistics |     |      | Ariake Arena, Tokyo Trọng tài: Juraj Mokrý (SVK), Daniele Rapisarda (ITA) |

### Bán kết
| 5 tháng 8 năm 2021 13:00 v | Brasil                                          | 1–3 | ROC | Ariake Arena, Tokyo Trọng tài: Daniele Rapisarda (ITA), Wojciech Maroszek (POL) |
| 5 tháng 8 năm 2021 13:00 v | (25–18, 21–25, 24–26, 23–25) Results Statistics |     |     | Ariake Arena, Tokyo Trọng tài: Daniele Rapisarda (ITA), Wojciech Maroszek (POL) |

| 5 tháng 8 năm 2021 21:00 v | Pháp                                     | 3–0 | Argentina | Ariake Arena, Tokyo Trọng tài: Shin Muranaka (JPN), Liu Jiang (CHN) |
| 5 tháng 8 năm 2021 21:00 v | (25–22, 25–19, 25–22) Results Statistics |     |           | Ariake Arena, Tokyo Trọng tài: Shin Muranaka (JPN), Liu Jiang (CHN) |

### Tranh huy chương đồng
| 7 tháng 8 năm 2021 13:30 v | Argentina                                              | 3–2 | Brasil | Ariake Arena, Tokyo Trọng tài: Wojciech Maroszek (POL), Fabrice Collados (FRA) |
| 7 tháng 8 năm 2021 13:30 v | (25–23, 20–25, 20–25, 25–17, 15–13) Results Statistics |     |        | Ariake Arena, Tokyo Trọng tài: Wojciech Maroszek (POL), Fabrice Collados (FRA) |

### Tranh huy chương vàng
| 7 tháng 8 năm 2021 21:15 v | Pháp                                                   | 3–2 | ROC | Ariake Arena, Tokyo Trọng tài: Vladimir Simonović (SRB), Paulo Turci (BRA) |
| 7 tháng 8 năm 2021 21:15 v | (25–23, 25–17, 21–25, 21–25, 15–12) Results Statistics |     |     | Ariake Arena, Tokyo Trọng tài: Vladimir Simonović (SRB), Paulo Turci (BRA) |

## Bảng xếp hạng chung cuộc
| Hạng | Đội tuyển |
| ---- | --------- |
| 1    | Pháp      |
| 2    | ROC       |
| 3    | Argentina |
| 4    | Brasil    |
| 5    | Ba Lan    |
| 6    | Ý         |
| 7    | Nhật Bản  |
| 8    | Canada    |
| 9    | Iran      |
| 10   | Hoa Kỳ    |
| 11   | Tunisia   |
| 12   | Venezuela |